# Distrito de Arlesheim
El distrito de Arlesheim es uno de los cinco distritos del cantón de Basilea-Campiña. Su capital es la comuna de Arlesheim.

## Geografía
El distrito de Arlesheim limita al norte con el cantón de Basilea-Ciudad, al noreste con el distrito de Lörrach (DE-BW), al este con el distrito de Liestal, al sureste y al suroeste con Dorneck (SO), al sur con el distrito de Laufen, y al noroeste con el departamento de Alto Rin (FRA).

## Comunas
| Distrito de Arlesheim | Distrito de Arlesheim   | Distrito de Arlesheim |
| Comuna                | habitantes (31.12.2014) | Superficie en km²     |
| --------------------- | ----------------------- | --------------------- |
| Aesch                 | 10155                   | 7.39                  |
| Allschwil             | 20411                   | 8.92                  |
| Arlesheim             | 9136                    | 6.94                  |
| Biel-Benken           | 3319                    | 4.12                  |
| Binningen             | 15092                   | 4.43                  |
| Birsfelden            | 10313                   | 2.52                  |
| Bottmingen            | 6327                    | 2.99                  |
| Ettingen              | 4926                    | 6.35                  |
| Münchenstein          | 11882                   | 7.18                  |
| Muttenz               | 17538                   | 16.64                 |
| Oberwil               | 10917                   | 7.88                  |
| Pfeffingen            | 2334                    | 4.89                  |
| Reinach               | 18810                   | 7.00                  |
| Schönenbuch           | 1417                    | 1.36                  |
| Therwil               | 9986                    | 7.63                  |
| Total (15)            | 152 563                 | 96.24                 |